# سكوتي طومسون
سكوتي طومسون (بالإنجليزية: Scottie Thompson) مواليد 9 نوفمبر 1981 في ريتشموند، فرجينيا، الولايات المتحدة، هي ممثلة أمريكية بدأت مسيرتها الفنية عام 2006.

## الأعمال
- ستار تريك
- سي إس آي: ميامي
- بيتي القبيحة
- إن سي آي إس
- القرش
- سي اس آي: نيويورك
- ايلي ستون
- بونز
- دروب ديد ديفا
- نيكيتا

## وصلات خارجية
- سكوتي طومسون على موقع IMDb (الإنجليزية)
- سكوتي طومسون على موقع ألو سيني (الفرنسية)
- سكوتي طومسون على موقع أول موفي (الإنجليزية)
- سكوتي طومسون على موقع قاعدة بيانات الفيلم (الإنجليزية)
- سكوتي طومسون على موقع كينوبويسك (الروسية)